# Illa Kowtun
Illa Jurijowycz Kowtun (ukr. Ілля Юрійович Ковтун; ur. 10 sierpnia 2003 w Czerkasach) – ukraiński gimnastyk sportowy, medalista Letnich Igrzysk Olimpijskich 2024 i uczestnik Letnich Igrzysk Olimpijskich 2020. Brązowy medalista seniorskich mistrzostw świata i Europy z 2021 roku, oraz dwukrotny medalista mistrzostw świata juniorów.

## Kariera
Illa Kowtun rozpoczął karierę jako piętnastolatek, w 2018 roku biorąc udział w Mistrzostwach Europy. Ich gospodarzem było szkockie miasto, Glasgow. W zawodach drużynowych Ukraińcy zajęli wtedy piąte miejsce, natomiast Kowtun w zawodach indywidualnych w ćwiczeniach na poręczach symetrycznych zdobył złoty medal. 2019 rok z kolei to drugie miejsce Ukrainy w zawodach drużynowych mistrzostw świata juniorów w węgierskim Győr oraz brąz Kowtuna w zawodach indywidualnych w wieloboju. W 2020 został drużynowym mistrzem Europy juniorów, indywidualnie zdobył między innymi złoto w wieloboju. Znalazł się również w kadrze na LIO 2020. W 2021 zaczął brać udział w turniejach seniorskich. W tym samym roku zdobył dwa brązowe medale w wieloboju (na mistrzostwach świata w japońskim Kitakiusiu i mistrzostwach Europy w szwajcarskiej Bazylei). W 2022 brał udział w Mistrzostwach Europy w Gimnastyce Sportowej rozgrywanych w ramach drugiej edycji Mistrzostw Europejskich w Monachium. Na tej imprezie uzyskał srebrny medal w ćwiczeniach na poręczach.
W 2024 roku wziął udział w Letnich Igrzyskach Olimpijskich w Paryżu, gdzie zdobył srebrny medal w ćwiczeniach na poręczach i zajmując 4. miejsce w ćwiczeniach wolnych.

## Odznaczenia
- Order „Za zasługi” III klasy (2024)[12]